# Сага о Гуннаре Убийце Тидранди
«Сага о Гуннаре Убийце Тидранди» (исл. Gunnars saga Þiðrandabana), в некоторых изданиях «Прядь о Гуннаре Убийце Тидранди» или «Прядь о людях из залива Ньёрда» — одна из «саг об исландцах», относящаяся к циклу саг восточной четверти. Была записана предположительно в первой половине XIII века.

## Сюжет
Действие саги происходит в 1006—1008 годах на востоке Исландии. Из-за малосимпатичного персонажа по имени Асбьёрн Кувалда начинается распря, в которой на разных сторонах оказываются знатные бонды Кетиль Гром и его приёмный сын Тидранди. В стычке оба они погибают. Тидранди пал от руки норвежца Гуннара, гостя его приёмного отца. Основная часть саги рассказывает о том, как брат убитого, Торкель сын Гейтира, ищет Гуннара, чтобы отомстить. Гуннар смог спастись благодаря поддержке бонда Свейнки, Хельги сына Асбьёрна и Гудрун дочери Освивра. Немного другую версию событий даёт «Сага о людях из Лососьей долины», в которой заключительный эпизод изложен более подробно. Предыстории в этой саге нет, автор отсылает к «Саге о людях из залива Ньёрда», и некоторые исследователи считают, что это альтернативное название «Саги о Гуннаре Убийце Тидранди», которая в таком случае могла быть записана раньше, чем «Сага о людях из Лососьей долины».
Главный герой «Саги о Гуннаре Убийце Тидранди» норвежец, что необычно для саг этого жанра. Автор, видимо, предполагал знакомство адресатов текста с рядом других саг, в первую очередь с «Сагой о сыновьях Дроплауг», поэтому не стал приводить генеалогии и характеристики ряда героев. Это сближает сагу с «прядями об исландцах», которые тоже представляют собой небольшие тексты, понятные только в контексте других произведений.

## Датировка
Наиболее вероятным временем создания саги исследователи считают период между 1220 и 1250 годами, после записи «Саги о сыновьях Дроплауг». Текст сохранился в двух списках XVII века, сделанных с одного оригинала, который можно датировать самое раннее XIV веком.

## Издание на русском языке
- Сага о Гуннаре Убийце Тидранди. Перевод А. В. Циммерлинга // Исландские саги. М.: Языки славянской культуры, 2000. С. 254—265.